# 勒欧库尔
勒欧库尔（法語：Lehaucourt，法語發音：[ləokuʁ]）是法国上法蘭西大區埃纳省的一个市镇，属于圣康坦区。

## 地理
勒欧库尔（49°55'11"N, 3°16'46"E）面积9.37 平方千米，位于法国上法蘭西大區埃纳省，该省份为法国北部内陆省份，北起北部省，西接索姆省和瓦兹省，东临阿登省和马恩省，西南至塞纳-马恩省，东北部与比利时接壤。
与勒欧库尔接壤的市镇（或旧市镇、城区）包括：贝朗格利斯、法耶、格里库尔、莱丹、勒韦尔日、马福拉福斯、奥米西、蓬吕埃。

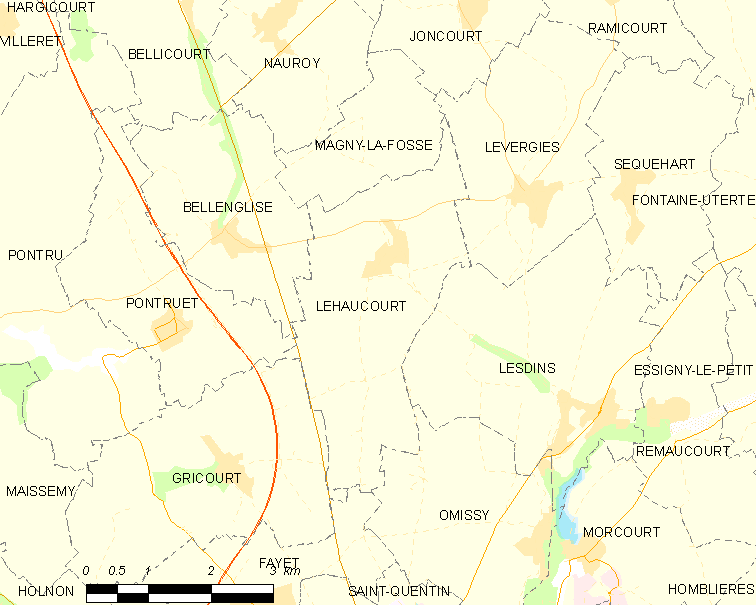
勒欧库尔的OSM定位图

勒欧库尔的时区为UTC+01:00、UTC+02:00（夏令时）。

## 行政
勒欧库尔的邮政编码为02420，INSEE市镇编码为02374。

## 政治
勒欧库尔所属的省级选区为博安昂韦尔芒多瓦县。

## 人口

1962-2008年间勒欧库尔人口变化图示

勒欧库尔于2022年1月1日时的人口数量为832人。